# Nguyễn Văn Thân (thiếu tướng)
Nguyễn Văn Thân (sinh ngày 07 tháng 7 năm 1958) là một Thiếu tướng Công an nhân dân Việt Nam. Nguyên Ủy viên Ban Thường vụ Tỉnh uỷ, nguyên Giám đốc Công an Tỉnh Bình Thuận .

## Tiểu sử
- Nguyễn Văn Thân quê ở xã Hàm Thắng, huyện Hàm Thuận Bắc, tỉnh Bình Thuận.
- Năm 2016, ông được Thủ tướng Chính phủ phong hàm Thiếu tướng, số hiệu 390-089.
- Ngày 11 tháng 6 năm 2018, ông được Chủ tịch UBND tỉnh Bình Thuận Nguyễn Ngọc Hai ký quyết định số 1451/QĐ-UBND cho phép đi tham quan, tiếp cận công nghệ 4.0 về xây dựng hạ tầng khu dân cư ven biển tại Đức tuy nhiên đã bị Trung ương chặn lại[2].
- Ngày 31 tháng 8 năm 2018, Thiếu tướng Nguyễn Văn Thân nghỉ hưu theo chế độ.